# Sulfitsprit
Sulfitsprit är en biprodukt vid pappersmassatillverkning enligt sulfitprocessen. Eftersom sulfitprocessen inte är lika destruktiv som den idag dominerande sulfatprocessen, ger den många monosackarider som biprodukt. Dessa sockrar kan utvinnas ur avluten och fermenteras (jäsas) till etanol. Processen att utvinna sulfitsprit började utforskas under 1800-talet och 1878 tog tysken Mitscherlich patent på en metod att utvinna alkohol ur sulfitlut. Metoden var dock ineffektiv och kostbar och i stället blev det två svenska ingenjörer, Ekström vid Skutskär och Wallin vid Köpmanholmen som utvecklade praktiskt användbara metoder.
De första anläggningarna byggdes vid Köpmanholmens och Skutskärs Bruk 1909. Sulfitmassabruk var på den tiden vanliga, och spritfabriker började nu byggas i anslutning till dessa. Då avluten tidigare pumpades direkt ut i vattendrag som avfall, blev föroreningarna i sjöar mindre då en del av det organiska materialet togs tillvara i form av etanol. Spritfabrikerna har dock stängt i takt med att sulfitprocessen konkurrerats ut av sulfatprocessen som ger bättre papper vid ett högre utbyte av ved. Sulfitspriten hade ofta många föroreningar, som gjorde att den ofta användes som bränsle och inte för förtäring. Idag (2025) tillverkas sulfitsprit endast vid Domsjö Fabriker i Örnsköldsvik.. Den där framställda sulfitspriten används endast för tillverkning av teknisk etanol.
Bristen på jordbruksprodukter i efterdyningarna av första världskriget bidrog till att svenska regeringen 1919 gav tillstånd att sälja sulfitsprit till förtäring. 1920 började "Okryddat bordsbrännvin" att säljas, snart ändrades dess namn till "Okryddat taffel aqvavit". Samma år började även "Renat bordbrännvin" att tillverkas. 1922 lanserades "Reimersholms Aqvavit" och 1928 "Gammal Norrlands akvavit" som även de tillverkades av sulfitsprit. "Renat Bordsbrännvin" försvann 1955, "Reimerholms Aqvavit" 1984 samt "Okryddat taffel aqvavit" 1988. "Gammal Norrlands Akvavit" finns kvar, men tillverkas numera av spannmål. EU:s regelverk för spritdrycker tillåter endast att dessa framställs av jordbruksprodukter.